# キャロットブランカ
『キャロットブランカ』（Carrotblanca）は、アメリカの映画会社・ワーナー・ブラザースの短編アニメシリーズである。ルーニー・テューンズ作品。1995年8月25日公開。名作カサブランカのパロディとされている。『カサブランカ 製作70周年記念 アルティメット・コレクターズ・エディション』に特典映像として収録されている。

## あらすじ
舞台は19世紀中頃のアメリカ。大勢の客で賑わうカフェ、「カフェ・オ・レ・アメリカン」に現れたカナリヤ（トゥイーティー）は、マスターのバッグスに「アメリカの国民生活を向上させる人物への文書を預かってほしい」と頼む。それがドイツ軍科学者から盗まれた機密文書だと悟ったバッグスは依頼を断るものの、その人物が美人と一緒だと聞くと仕事を引き受ける。その後バッグスはカフェに現れた「地獄の将軍」（ヨセミテ・サム）というドイツ軍の軍曹の尋問も軽く受け流し、機密文書を託すべき人物であるシルベスターも確認するが その人物が連れていた美人とは、バッグスのかつての恋人で交際中に突然姿を消したキティ（ペネロッピー）だった。
その夜、閉店したばかりのカフェにキティがやって来た。夫であるシルベスターが機密文章を盗んだ容疑で警察に逮捕されたので、助けてほしいとバッグスに頼み込む。バッグスは最初は断るが、キティの涙を見て頼みを引き受けることになり、シルベスターを尋問していた地獄の将軍をバッグスの機転で牢獄に閉じ込めることに成功し、シルベスターは無事に助け出された。
その後、飛行機でバッグスに再び別れを告げるが、機内でペペの一方的なアプローチを受け、そのドサクサに紛れてキティは飛行機から落ちた。しかし、それを受け止めたのはバッグスだった。そんなキティにバッグスはこう言った。「君の瞳に乾杯」と。

## キャスト
| キャラクター                         | 原語版               | 新吹き替え版   |
| ------------------------------------ | -------------------- | -------------- |
| バッグス・バニー                     | グレッグ・バーソン   | 山口勝平       |
| 警察署長(ペペ・ル・ピュー)           | グレッグ・バーソン   | 中村秀利       |
| 電話交換手(フォグホーン・レグホーン) | グレッグ・バーソン   | 玄田哲章       |
| 空港のアナウンス                     | グレッグ・バーソン   | 稲葉実         |
| 地獄の将軍(ヨセミテ・サム)           | モーリス・ラマーシュ | 郷里大輔       |
| シルベスター妻キティ(ペネロッピー)   | トレス・マクニール   | 不明           |
| シルベスター・キャット               | ジョー・アラスキー   | 江原正士       |
| サンディ(ダフィー・ダック)           | ジョー・アラスキー   | 高木渉         |
| トゥイーティー                       | ボブ・バーゲン       | こおろぎさとみ |
| ザ・クラッシャー(カフェのドアマン)   | ボブ・バーゲン       | 梅津秀行       |
| ナレーション                         | -                    | 梅津秀行       |

## カメオ出演
- サム・シープドッグ・・・地獄の将軍の運転手
- ジョバンニ・ジョーンズ、ピート・ピューマ・・・カフェの店員
- ポーキー・ピッグ、マグジー、ゴッサマー、ビーキー・バザード、ミス・プリシー、バーンヤード・ドッグ、スパイク、チェスター・・・カフェの客
- グラニー・・・駅の利用者
- エルマー・ファッド・・・ホテルのボーイ

## 備考
- カサブランカのパロディ作品として製作され、「君の瞳に乾杯」「君だったんだ、探していたのは…」「世界に星の数ほど店はあるのに、彼女は俺の店にやってきた」「あれを弾いて」などの台詞や原典をオマージュした描写も登場。